# Parafia św. Pawła od Krzyża w Rawie Mazowieckiej
Parafia św. Pawła od Krzyża w Rawie Mazowieckiej – parafia rzymskokatolicka należąca do dekanatu Rawa Mazowiecka diecezji łowickiej. Jest obsługiwana przez ojców pasjonistów. Obecny murowany kościół został zbudowany w roku 1790, a następnie dwukrotnie odnawiany. Mieści się przy ulicy Księdza Ignacego Skorupki.